# Ouder
Een ouder is een individu dat een of meer nakomelingen heeft. In de biologische zin heeft elk levend wezen een of twee ouders, respectievelijk bij ongeslachtelijke en geslachtelijke voortplanting. Ouders hebben, vooral bij hoger ontwikkelde organismen, vaak een rol in de verzorging van het nageslacht. Men spreekt ook dan van een ouder, als deze deze opvoedersrol vervult zonder in biologische zin ouder te zijn. Bij mensen spelen ten dele ook juridische definities mee. Al naargelang de definitie kan met het omgekeerde begrip, kind, overeenkomstig definiëren.

## Biologische ouder
Met het begrip "biologische ouder" kan men doelen op een organisme dat met het eigen lichaam een rol heeft gespeeld in het doen ontstaan en/of het grootbrengen van een ander organisme. Bij een draagmoederschap met een eicel van een ander heeft het kind dan (naast een biologische vader) twee biologische moeders. Bij een beperktere definitie kan men doelen op de organismen die de zaadcel en eicel hebben geleverd.

### Het biologisch doen ontstaan
De oorspronkelijke cellen van de meeste organismen, toen deze nog niet tot individueel organisme zijn uitgegroeid, zijn gecreëerd door een deel van een of twee andere organismen, de ouder(s) dus. Bij de mens zit dit zo: elk mens is ontstaan uit twee haploïde geslachtscellen, een zaadcel en een eicel. Deze geslachtscellen zijn gecreëerd binnen de lichamen van twee andere mensen, die dus de biologische ouders zijn. Het proces van samensmelting van twee haploïde geslachtscellen heet bevruchting. Bevruchting ontstaat meestal door geslachtsgemeenschap, waarbij het vaststaat dat de biologische ouders het kind hebben verwekt, maar dit kan ook anders zijn, bijvoorbeeld bij in-vitrofertilisatie.
Bij geslachtelijke voortplanting hebben organismen altijd twee biologische ouders (dit is bijvoorbeeld bij mensen zo) en bij ongeslachtelijke voortplanting altijd een. Bij het laatst genoemde is er dus niet sprake van twee geslachtscellen waar een individu uit ontstaat.

### Na het doen ontstaan
Als personen zeggen de biologische ouders van een kind te zijn (dat het werkelijk hun geslachtscellen zijn geweest die het kind hebben doen ontstaan) is hier meestal geen feitelijk bewijs voor. Meestal schatten personen de biologische ouders te zijn en worden zij daarbij zonder bewijs biologische ouders genoemd.
Doorgaans zijn het de biologische ouders die instaan voor het grootbrengen van het kind, maar dit kan om uiteenlopende redenen ook anders lopen.

## Juridische ouder
De meeste overheden willen weten wie de werkelijke biologische ouders van kinderen zijn, met onder meer als reden dat de samenleving plichten aan het ouderschap verbindt en de vervulling van deze plichten zo nodig afgedwongen wordt door de overheid. Zo heb je dus ouders die volgens de juridische papieren de biologische ouders zouden kunnen zijn. Deze worden ook vaak biologische ouders genoemd, ook al zijn de juridische ouders en de biologische ouders (degenen wier geslachtscellen het kind hebben doen ontstaan) niet altijd dezelfde. Bij adoptie vervullen niet de biologische ouder(s) de sociale plichten, maar juridische (adoptie) ouders.
Ouders van een dood geboren kind hebben in Nederland het wettelijk recht om aangifte van geboorte te doen en een naam te geven aan dit levensloos geboren kind.

### Nederland
Door middel van de Wet lesbisch ouderschap is sinds 1 april 2014 in Nederland het juridisch ouderschap van twee vrouwen gelijkgesteld aan dat van een hetero-stel.
In Nederland is het geen probleem om vaderschap onvermeld te laten bij de aangifte van geboorte.

### Bijzonderheden
Ondanks het juridische geslacht van "man", kan iemand zwanger en dus moeder zijn.

## Sociale ouder
Sociale ouder is de algemene term voor een niet-biologische ouder, of althans behelzende die aspecten van het ouderschap die niet aan biologisch ouderschap refereren.

## Pleegouder
Pleegouder is de benaming voor een ouder die niet (alleen) diens eigen kind(eren) opvoedt. Het kind wordt (vaak tijdelijk) in het gezin opgenomen en groeit daar op.
Kinderen worden om uiteenlopende redenen in een pleeggezin opgenomen.

## Stiefouder
Een stiefouder is de echtgenoot, echtgenote of partner van een biologische en/of juridische ouder op grond van een later huwelijk van die ouder. Stief betekent oorspronkelijk 'beroofd van de bloedband', 'iets missend'. In de oorspronkelijke betekenis - die door sommigen nog gehanteerd wordt - is pas sprake van een stiefouder als de echte ouder overleden is.

## Grootouder
Wanneer een individu ouder is van een individu dat zelf ook ouder is, dan is het eerstgenoemde individu grootouder van de nakomelingen van het tweedegenoemde individu. Dit kan in alle betekenissen van ouder zijn. Grootouders worden herdacht op Grootouderdag.
De ouder van een grootouder heet overgrootouder, de ouder daarvan heet betovergrootouder, etc. Voor meer aanduidingen voor ouders, zie voorouder.
Een persoon in relatie tot diens grootouder heet een kleinkind. Er is geen analoge naamgeving voor kinderen: bij achterkleinkinderen stopt de naamgeving. Vaak noemt men de kinderen van deze achterkleinkinderen de achter-achterkleinkinderen, en op die manier wordt er terug gerekend.

### Formele betekenis van grootouder, overgrootouder, etc
Als er een nieuw individu ontstaat die van meer afstammelingen van de proband (degene die als uitgangspunt wordt gebruikt) afstamt dan ieder ander, dan krijgt de proband een nieuwe genealogische aanduiding. Als de proband bijvoorbeeld acht kinderen heeft, en iemand daarvan krijgt zelf ook een kind, dan wordt de proband grootouder. De pasgeboren baby stamt immers af van één afstammeling van de proband, in tegenstelling tot de kinderen van proband die van geen enkele afstammeling van de proband afstammen.

## Adoptieouder
Een adoptieouder is een persoon die een persoon officieel als kind aangenomen heeft, zie adoptie.

## Wensouder
Wensouders zijn mannen en vrouwen die ouder willen worden van een kind dat genetisch aan hen verwant is. Het gaat hier om wensouders die geen partner hebben waarmee zij deze kinderwens op een biologische manier kunnen vervullen.
Deze groep wensouders wordt gevormd door:
- Alleenstaande mannen en vrouwen
- Stellen van hetzelfde geslacht, zie ook homo-ouderschap
- Stellen waarbij een van de twee onvruchtbaar is, (nog) geen kinderen wil of niet méér kinderen wil.

Een wensouder is ook een ouder die een kind van een draagmoeder krijgt; de reden dat een wensmoeder een draagmoeder als bewaarder van het kind gebruikt, meestal tot de bevalling, is meestal omdat de wensouder het kind zelf niet kan dragen. Bij ouders wordt dit kind een wenskind genoemd.

## Homo-ouderschap
Steeds meer lesbische vrouwen, homo-mannen en stellen van hetzelfde geslacht kiezen bewust voor het opvoeden van kinderen, alleen of binnen hun relatie. Ze hebben daartoe een aantal keuzes. Soms kunnen ze kinderen uit een eerdere relatie (mee)opvoeden, met medewerking van een lid van het andere geslacht een eigen kind ter wereld brengen en dat al dan niet samen met die andere biologische ouder opvoeden. In veel gevallen ontstaat dan een zogenaamd co-ouderschap of deelouderschap. Zowel de moeder(s) als de vader(s) kunnen een rol hebben in de opvoeding. Vrouw-vrouw koppels (ook wel Lesbische stellen) hebben daarnaast de mogelijkheid om zaad van een donor via een spermabank of online ontmoetingsplatform te verkrijgen.
Er zijn stichtingen zoals de stichting Meer dan Gewenst, die zogenaamde roze-ouders door middel van advies en ontmoeting ondersteunt. Dit is de groep LHBT’s die een gezin wensen of hebben.

## Deelouderschap
Bij deelouderschap ofwel co-ouderschap kiest de co-ouder er bewust voor om de opvoeding in kleine of grote mate te delen met een andere co-ouder.
Deelouderschap is in de context van homo-ouderschap een constructie die juridisch zwak is geregeld. Naast de algemene problemen rond co-ouderschap en gelijkwaardig ouderschap maken veel sociale ouders zich zorgen over de geringe mogelijkheden om sociale kinderen wettelijk te erkennen. Op woensdag 7 december 2016 heeft de Staatscommissie Herijking ouderschap het rapport ‘Kind en ouders in de 21ste eeuw’ aangeboden aan Minister Van der Steur van Veiligheid en Justitie. De Staatscommissie komt tot de conclusie dat de vele verschillende gezinssituaties die vandaag de dag in Nederland voorkomen, het nodig maken dat wetgeving en beleid om het terrein van ouderschap en gezag worden aangepast.